# Bléruais
Bléruais (en bretó Blerwaz, en gal·ló Bleruaz) és un municipi francès, situat a la regió de Bretanya, al departament d'Ille i Vilaine. L'any 2006 tenia 95 habitants.

## Demografia
| 1962                                       | 1968 | 1975 | 1982 | 1990 | 1999 |
| ------------------------------------------ | ---- | ---- | ---- | ---- | ---- |
| 100                                        | 109  | 104  | 86   | 62   | 60   |
| Des de 1962: població sense dobles comptes |      |      |      |      |      |

## Administració
| Període   | Identitat        | Partit |
| --------- | ---------------- | ------ |
| 2001-2008 | Henri Delalande  |        |
| 2008-     | Hélène de Roubin |        |